# Delos
Delos er en græsk ø i Kykladerne i det Ægæiske hav.
Den lille ø (40 km²) var et vigtigt religiøst centrum i oldtiden. Apollo og Artemis siges at være født her, og der er mange kulturmonumenter. Hele øen er på UNESCOs verdensarvsliste.
Det var mødestedet for det Deliske Søforbund. Under romerne blev Delos et af Middelhavets vigtigste slavemarkeder.